# دهستان شرموهوونگ
دهستان شرموهوونگ (به لاتین: Shermuhoong Gewog) یک دهستان در کشور بوتان است که در ناحیهٔ مونگار واقع شده‌است.